# Hollywood (stacja kolejowa)
Hollywood – stacja kolejowa w Hollywood, w stanie Floryda, w Stanach Zjednoczonych. Stacja jest obsługiwana przez Tri-Rail i Amtrak. Stacja znajduje się przy 3001 Hollywood Boulevard, na zachód od I-95 i State Road 9.

## Historia
Pierwotna stacja, które jest wykorzystywana wyłącznie przez Amtrak, jest byłą stacją Seaboard Air Line Railroad zaprojektowaną w stylu śródziemnomorskim przez Gustava Maassa z West Palm Beach. Mimo że pierwszy pociąg pasażerski Seaboard przyjechał w styczniu 1927 r., stacja była nieczynna do 1928 roku, na ówczesnym odludziu Hollywood. 
Stacja składa się z trzech odrębnych części. W południowej części budynku znajduje się stacja pasażerska, a na północnym krańcu składa się ze składów towarowych i doków. W Centralnej części stacji znajduje się przechowalnia bagażu. Wejście do poczekalni jest przez drzwi na południowym krańcu. Po zachodniej stronie budynku jest osobne wejście do części poczekalni, która była zgodna z ustawą z epoki rasowych segregacji. Została ona przekształcona w biura kolejowe Seaboard w 1963 roku.
Stacja obsługiwała między innymi pociągi Seaboard, Orange Blossom Special do 1953 roku i Silver Meteor w 1939 roku. Amtrak utrzymanł usługi Silver Meteor, kiedy przejął pasażerskie pociągu międzymiastowe w 1971 roku.